# Nafta na kopanině
Nafta na kopanině je sociální román českého spisovatele Václava Kůrky vydaný roku 1946.
Roku 1946 vydal F. Rameš v Žatci Václavu Kůrkovi sociální román Nafta na kopanině. Tento román o naftě, po pětiletém nuceném odmlčení za doby okupace, je návratem k sociální tradici jeho díla.

## Děj
Děj románu je čerpán z idylického zátiší cípu západního Slovenska, sousedícího s Lanžhotem, z kraje bohatého lesy, ale chudého vodou, plného země, kterou často zvedá vítr, a proto se takové zemi říká kopanina. Chudý domkář Jan Medlen přijde náhodně na naftu. A protože je nevědomý, nechá si poradit vychytralým obchodníkem a začne zužitkovávat naftu po svém. Počne pálit kořalku. Nafta exploduje a Medlenova chata letí do povětří. Začne zápas mezi uherským státem a malým člověkem. Ale uherský stát po naftě vztahuje ruce. Medlen nakonec nezíská nic, ani podíl na zisku. Autor vylíčil velmi krásně tento zápas, v němž neschází ani tklivé vylíčení kouzelné lásky Medlenova syna Pavla k dobrodružné Zlatici a dává nám nahlédnout do života a zvyků zapadlého koutu země.